# Geovetarcentrum

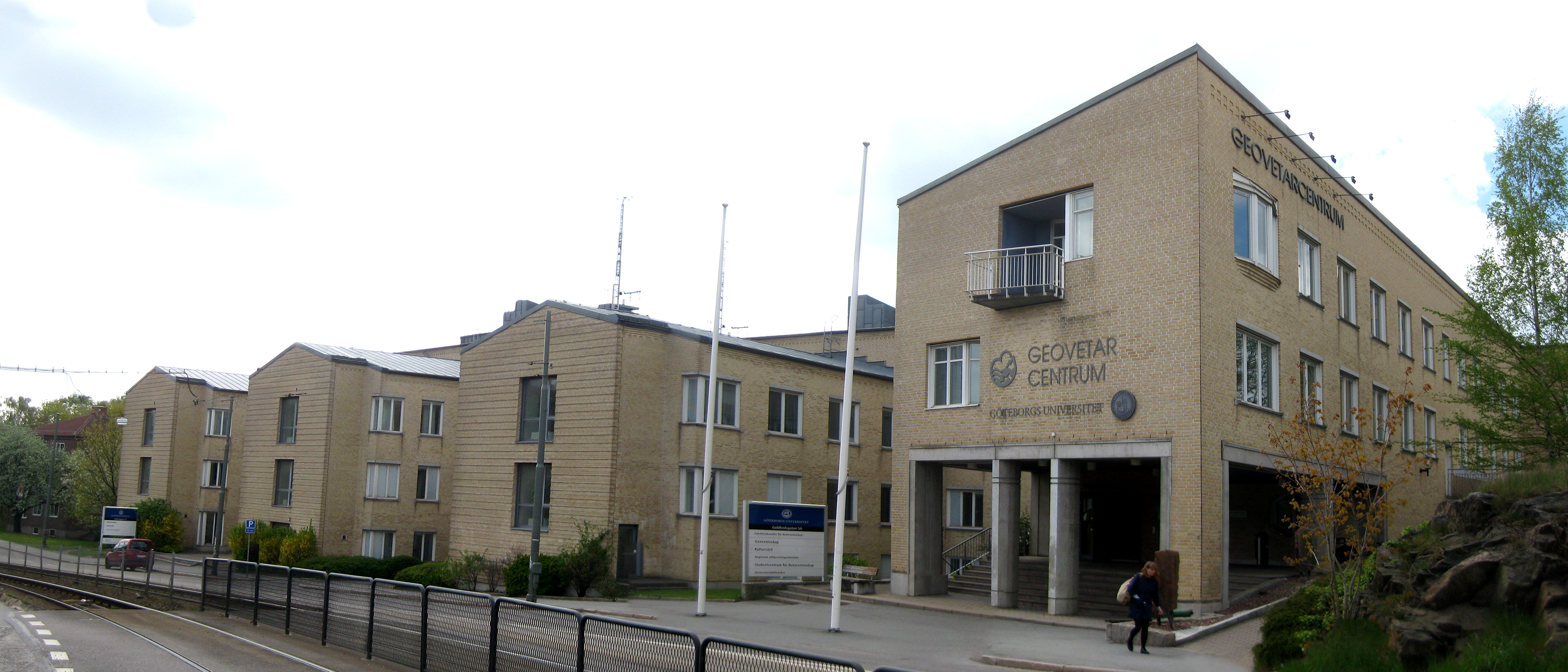
Geovetarcentrum i maj 2012.

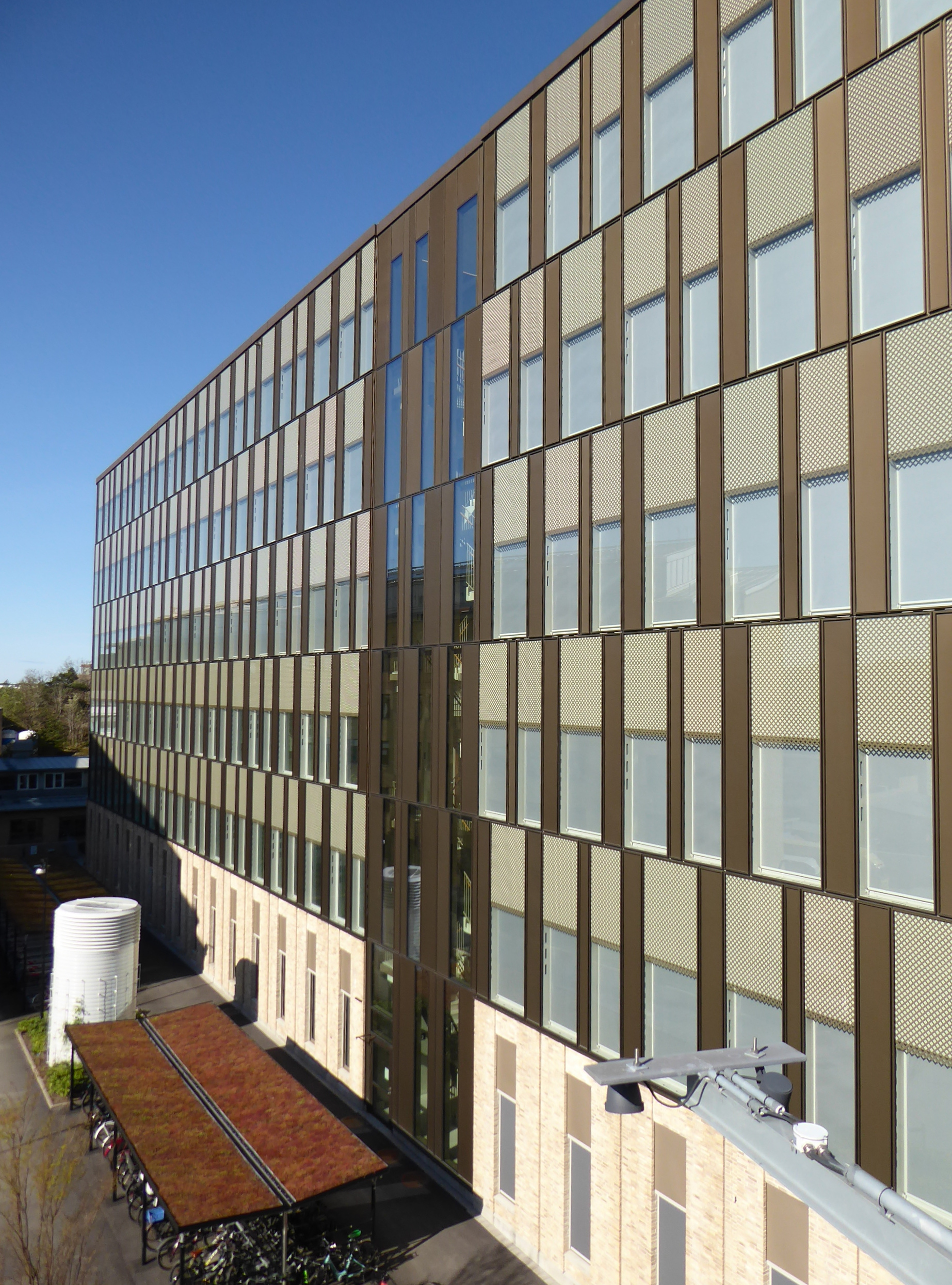
Institutionen för geovetenskaper vid Göteborgs universitet är sedan 2023 belägen i den nya byggnaden Natrium på Medicinareberget.

Geovetarcentrum var en byggnad vid Wavrinskys plats i stadsdelen Guldheden i Göteborg, Sverige. Byggnaden innefattade Institutionen för geovetenskaper vid Göteborgs universitet. Institutionen rymmer forskningsämnena geografi, geologi, maringeologi, naturgeografi, oceanografi, fysisk planering och klimatologi. Även institutionen för kulturvård var inrymd vid Geovetarcentrum. Byggnaden bytte under 2024 namn till Hälsovetenskapligt centrum.